# Komotini
Komotini (tiếng Hy Lạp: ?) là một khu tự quản ở vùng Đông Makedonías-Thrace, Hy Lạp. Khu tự quản Komotini có diện tích 645 km², dân số theo điều tra ngày 18 tháng 3 năm 2001 là 61501 người.